# 테일러 매킨토시
테일러 매킨토시(2002년 6월 16일 ~ )는 미국의 가수이다.

## 방송
- 언더커버 (2025) - Top60

## 피처링
- 새리 매킨토시 - I Will (2023)